# Dick Van Patten
Dick Van Patten, pseudonimo di Richard Vincent Van Patten (Kew Gardens, 9 dicembre 1928 – Santa Monica, 23 giugno 2015), è stato un attore statunitense, principalmente noto per la sua interpretazione di Tom Bradford in La famiglia Bradford.

## Biografia
Nato a Kew Gardens, New York, da madre di origini italiane (Josephine Acerno) e padre di origini inglesi ed olandesi (Richard Byron Van Patten), era il fratello maggiore dell'attrice Joyce Van Patten e del regista Tim, e zio dell'attrice Talia Balsam.
Cominciò la sua carriera di attore bambino in teatro, debuttando a Broadway nel 1937 nel musical The Eternal Glory e quindi in numerose altre produzioni teatrali nel decennio successivo. 
Sul piccolo schermo raggiunse la grande fama come protagonista del telefilm La famiglia Bradford. Nel cinema prese parte a sette film Disney ed ebbe un ruolo importante anche in Balle spaziali di Mel Brooks, regista che lo diresse anche in altre due occasioni.
Morì in un ospedale di Santa Monica il 23 giugno 2015, all'età di 86 anni, a causa di complicazioni dovute al diabete mellito di tipo 2.

## Vita privata
Era padre di Vincent Van Patten, tennista professionista che raggiunse il numero 26 della classifica ATP e che divenne poi un attore cinematografico e televisivo piuttosto noto negli Stati Uniti.

## Riconoscimenti
- Young Hollywood Hall of Fame[7]

## Filmografia parziale

### Cinema
- La verità sul caso Fueman (Violent Midnight), regia di Richard Hilliard (1963)
- I due mondi di Charly (Charly), regia di Ralph Nelson (1968)
- Zachariah, regia di George Englund (1971)
- Phil il diritto (Making It), regia di John Erman (1971)
- Beware! The Blob, regia di Larry Hagman (1972)
- Joe Kidd, regia di John Sturges (1972)
- Dirty Little Billy, regia di Stan Dragoti (1972)
- Pistaaa... arriva il gatto delle nevi (Snowball Express), regia di Norman Tokar (1972)
- 2022: i sopravvissuti (Soylent Green), regia di Richard Fleischer (1973)
- Il mondo dei robot (Westworld), regia di Michael Crichton (1973)
- Dai papà... sei una forza! (Superdad), regia di Vincent McEveety (1973)
- L'uomo più forte del mondo (The Strongest Man in the World), regia di Vincent McEveety (1975)
- Il tesoro di Matecumbe (Treasure of Matecumbe), regia di Vincent McEveety (1976)
- Tutto accadde un venerdì (Freaky Friday), regia di Gary Nelson (1976)
- Quello strano cane... di papà (The Shaggy D.A.), regia di Robert Stevenson (1976)
- Alta tensione (High Anxiety), regia di Mel Brooks (1977)
- Balle spaziali (Spaceballs), regia di Mel Brooks (1987)
- Le nuove avventure di Pippi Calzelunghe (The New Adventures of Pippi Longstocking), regia di Ken Annakin (1988)
- Robin Hood - Un uomo in calzamaglia (Robin Hood: Men in Tights), regia di Mel Brooks (1993)
- È solo l'amore che conta (Love Is All There Is), regia di Joseph Bologna, Renée Taylor (1996)

### Televisione
- Mama – serie TV, 163 episodi (1949-1957)
- Gli uomini della prateria (Rawhide) – serie TV, episodio 1x06 (1959)
- Strega per amore (I Dream of Jeannie) – serie TV, episodio 5x26 (1970)
- Le pazze storie di Dick Van Dyke (The New Dick Van Dyke Show) – serie TV, 16 episodi (1972-1974)
- Sierra – serie TV, un episodio (1974)
- Le rocambolesche avventure di Robin Hood contro l'odioso sceriffo (When Things Were Rotten) – serie TV, 13 episodi (1975)
- Ellery Queen – serie TV, episodio 1x14 (1976)
- Happy Days – serie TV, 3 episodi (1976-1977)
- La famiglia Bradford (Eight Is Enough) – serie TV, 112 episodi (1977-1981)
- Love Boat (The Love Boat) – serie TV, 6 episodi (1978-1984)
- CHiPs – serie TV, episodi 3x02-4x06 (1979-1980)
- La notte di Halloween (The Midnight Hour), regia di Jack Bender – film TV (1985)
- La signora in giallo (Murder, She Wrote) – serie TV, episodio 2x16 (1986)
- La famiglia Bradford: Festa di compleanno (Eight Is Enough: A Family Reunion), regia di Harry Harris – film TV (1987)
- Linea diretta (WIOU) – serie TV, 16 episodi (1990-1991)
- Un detective in corsia (Diagnosis: Murder) – serie TV, episodio 1x03 (1993)
- Baywatch – serie TV, episodio 4x22 (1993)

## Doppiatori italiani
Nelle versioni in italiano delle opere in cui ha recitato, Dick Van Patten è stato doppiato da:
- Manlio De Angelis ne Il mondo dei robot, Dai papà... sei una forza!, La famiglia Bradford (st. 2-6), Balle spaziali
- Gil Baroni in L'uomo più forte del mondo, Tutto accadde un venerdì
- Gianfranco Bellini ne Il tesoro di Matecumbe, Quello strano cane... di papà
- Rino Bolognesi ne I due mondi di Charly
- Giuseppe Fortis in Le pazze storie di Dick Van Dyke
- Arturo Dominici in Joe Kidd
- Ferruccio Amendola in Pistaaa... arriva il gatto delle nevi
- Giancarlo Padoan in Happy Days
- Diego Michelotti in Le rocambolesche avventure di Robin Hood contro l'odioso sceriffo
- Pino Colizzi in Ellery Queen
- Gianni Bonagura in Alta tensione
- Renzo Palmer in La famiglia Bradford (st. 1)
- Emilio Marchesini in Love Boat
- Dante Biagioni in Detective per amore
- Giorgio Lopez in La signora in giallo
- Eugenio Marinelli in Le nuove avventure di Pippi Calzelunghe
- Sergio Rossi in Assalto al college
- Tonino Accolla in Pistaaa... arriva il gatto delle nevi (ridoppiaggio)